# 1999-es Formula–1 osztrák nagydíj
Az osztrák nagydíj volt az 1999-es Formula–1 világbajnokság kilencedik futama.

## Futam
A versenynaptár felénél Häkkinen vezette a pontversenyt Schumacher előtt, de a németnek ki kellett hagynia a elkövetkezendő versenyeket lábtörése miatt. Irvine vált ezután a Ferrari első számú versenyzőjévé, a csapat a finn Mika Salót szerződtette Schumacher helyettesítésére.
Az osztrák nagydíjon is domináltak a McLarenek az edzésen, Häkkinené lett a pole Coulthard és Irvine előtt. A finn jól rajtolt, de az első kanyarban csapattársával koccant, majd megcsúszott, ezzel a mezőny végére került. Egyik autó sem sérült meg, Coulthard került az élre, és a verseny nagy részében vezetett, de Irvine a második boxkiállásnál megelőzte. Häkkinen a harmadik helyig zárkózott fel, a győztes Irvine és Coulthard mögött ért célba.
|         | Rsz. | Versenyző             | Csapat             | Körök | Idő/Kiesések        | Rajthely | Pontok |
| ------- | ---- | --------------------- | ------------------ | ----- | ------------------- | -------- | ------ |
| 1       | 4    | Eddie Irvine          | Ferrari            | 71    | 1:28:12,438         | 3        | 10     |
| 2       | 2    | David Coulthard       | McLaren-Mercedes   | 71    | +0,313              | 2        | 6      |
| 3       | 1    | Mika Häkkinen         | McLaren-Mercedes   | 71    | +22,282             | 1        | 4      |
| 4       | 8    | Heinz-Harald Frentzen | Jordan-Mugen-Honda | 71    | +52,803             | 4        | 3      |
| 5       | 10   | Alexander Wurz        | Benetton-Playlife  | 71    | +1:06,358           | 10       | 2      |
| 6       | 12   | Pedro Diniz           | Sauber-Petronas    | 71    | +1:10,933           | 16       | 1      |
| 7       | 19   | Jarno Trulli          | Prost-Peugeot      | 70    | +1 kör              | 13       |        |
| 8       | 7    | Damon Hill            | Jordan-Mugen-Honda | 70    | +1 kör              | 11       |        |
| 9       | 3    | Mika Salo             | Ferrari            | 70    | +1 kör              | 7        |        |
| 10      | 18   | Olivier Panis         | Prost-Peugeot      | 70    | +1 kör              | 18       |        |
| 11      | 21   | Marc Gené             | Minardi-Ford       | 70    | +1 kör              | 22       |        |
| 12      | 9    | Giancarlo Fisichella  | Benetton-Playlife  | 68    | Motor               | 12       |        |
| 13      | 20   | Luca Badoer           | Minardi-Ford       | 68    | +3 kör              | 19       |        |
| 14      | 17   | Johnny Herbert        | Stewart-Ford       | 67    | +4 kör              | 6        |        |
| 15      | 23   | Ricardo Zonta         | BAR-Supertec       | 63    | Kuplung             | 15       |        |
| Kiesett | 16   | Rubens Barrichello    | Stewart-Ford       | 55    | Motor               | 5        |        |
| Kiesett | 11   | Jean Alesi            | Sauber-Petronas    | 49    | Kifogyott üzemanyag | 17       |        |
| Kiesett | 14   | Pedro de la Rosa      | Arrows             | 38    | Kicsúszás           | 21       |        |
| Kiesett | 5    | Alessandro Zanardi    | Williams-Supertec  | 35    | Kifogyott üzemanyag | 14       |        |
| Kiesett | 22   | Jacques Villeneuve    | BAR-Supertec       | 34    | Féltengely          | 9        |        |
| Kiesett | 15   | Takagi Toranoszuke    | Arrows             | 25    | Motor               | 20       |        |
| Kiesett | 6    | Ralf Schumacher       | Williams-Supertec  | 8     | Kicsúszás           | 8        |        |

## A világbajnokság élmezőnyének állása a verseny után
| H  | Versenyzők            | Pont | H  | Konstruktőrök      | Pont |
| -- | --------------------- | ---- | -- | ------------------ | ---- |
| 1. | Mika Häkkinen         | 44   | 1. | Ferrari            | 74   |
| 2. | Eddie Irvine          | 42   | 2. | McLaren-Mercedes   | 72   |
| 3. | Michael Schumacher    | 32   | 3. | Jordan-Mugen-Honda | 34   |
| 4. | Heinz-Harald Frentzen | 29   | 4. | Williams-Supertec  | 19   |
| 5. | David Coulthard       | 28   | 5. | Benetton-Playlife  | 16   |

## Statisztikák
Vezető helyen:
- David Coulthard: 39 (1-39)
- Eddie Irvine: 32 (40-71)

Eddie Irvine 2. győzelme, Mika Häkkinen 17. pole-pozíciója, 11. leggyorsabb köre.
- Ferrari 123. győzelme.